# Дардар (приток Зеравшана)
Дардар — река, протекающая по территории Айнинского района Согдийской области Таджикистана. Правый приток реки Зеравшан впадающий в него в 671 км от устья.
Длина реки составляет 11 км. Количество рек протяжённостью менее 10 км расположенных в бассейне Дардар — 2, их общая длина составляет 2 км.
Начало берёт в 2 км южнее от узбекско-таджикской границы. В верхнем течении река протекает с незначительным уклоном в юго-западном направлении. Приблизительно в 1 км от истока слева принимает незначительный приток стекающий с горной ложбины на склоне которого произрастает арчовый лес. Пройдя ещё 1,5 км меняет направление на западное, и справа у летника принимает более крупный приток, затем продолжает течь в юго-западном направлении.
В начале нижнего течения русло поворачивает на юго-восток, а через 2 км сменяет юго-восточное направление на юго-западное, вплоть до впадения в Зеравшан. Перед впадением пересекает одноимённый посёлок. В центре села в 300 м от устья реку пересекает мост через который пролегает автодорога А377.